# Euphorbia biumbellata
Euphorbia biumbellata Poir. es una especie fanerógama perteneciente a la familia Euphorbiaceae.

## Descripción
Esta lechetrezna se caracteriza porque las inflorescencias aparecen agrupadas en dos o tres umbelas superpuestas y bien definidas en la parte alta de los tallos. Esta estructura no se repite en ninguna otra Euphorbia. Se trata de una especie perenne con hojas estrechamente lanceoladas. Vive en los claros de los matorrales y campos abandonados. Florece en abril y mayo

## Hábitat y distribución
Es endémica de la región Mediterránea-occidental en Barcelona, Gerona, e Islas Baleares en Mallorca donde crece en cultivos y barbechos. Márgenes de matorrales y caminos.

## Taxonomía
Euphorbia biumbellata fue descrita por Jean Louis Marie Poiret y publicado en Voyage en Barbarie 2: 174. 1789.
Etimología
Euphorbia: nombre genérico que deriva del médico griego del rey Juba II de Mauritania (52 a 50 a. C. - 23), Euphorbus, en su honor – o en alusión a su gran vientre – ya que usaba médicamente Euphorbia resinifera. En 1753 Carlos Linneo asignó el nombre a todo el género.
biumbellata: epíteto latino que significa "con doble umbela".
Sinonimia
- Euphorbia vinyalsiana Sennen
- Euphorbia vinyalsii Sennen
- Tithymalus biumbellatus (L.) Klotzsch & Garcke[4]
- Esula biumbellata (Poir.) Haw. (1812).
- Euphorbia pouzolzii Loisel. (1828).[5][6]

## Nombre común
- Catalán: lleteresa biumbela, lada.